# Лабас, Александр Аркадьевич
Александр Аркадьевич Лаба́с (19 февраля [3 марта] 1900, Смоленск — 30 августа 1983, Москва) — советский живописец, последователь экспрессионизма, весомая фигура среди московских художников времён НЭП и начала сталинской эпохи — деятелей так называемой «плеяды 1920-х — 1930-х годов», педагог, автор мемуаров. Участник группы «Метод» (в 1922—1925), один из членов-учредителей «Общества станковистов» (в 1925—1932).

## Биография
Родился 3 марта 1900 года в Смоленске, в семье Арона Айзиковича Лабаса. В шесть лет начал заниматься живописью в частной студии художника В. И. Мушкетова.
В 1912 году семья перехала в Москву и А. А. Лабас поступил в Императорское Строгановское художественно-промышленное училище. Параллельно занимается в студии Ф. Рерберга, затем в студии И. Машкова
С 1917 года обучается в Государственных художественных мастерских (в дальнейшем ВХУТЕМАС) сначала в мастерской Ф. А. Малявина, а затем в мастерской П. П. Кончаловского. Учится у К. С. Малевича, В. В. Кандинского, П. В. Кузнецова, К. Н. Истомина, А. В. Лентулова.
В 1919 году — художник 3-й Армии Восточного фронта. После демобилизации преподает в Екатеринбургских художественных мастерских. Здесь же он впервые выступает на выставке молодых художников в 1921 году.
С 1924 года по приглашению В. Фаворского преподавал во ВХУТЕМАСе живопись и цветоведение с профессором К. Истоминым, живопись на графическом факультете с Н. Купреяновым и рисунок с Л. Бруни. С Н. Удальцовой преподает живопись на текстильном факультете. Проработав в качестве преподавателя пять лет, уволился из ВХУТЕИНа после ухода В. Фаворского с должности ректора Института.
В 1920-х — 1930-х годах занимался оформлением спектаклей в Театре Революции, Театре им. В. Ф. Комиссаржевской, Государственном Еврейском театре (ГОСЕТ), В Белорусском ГОСЕТ. Делал панорамы и диорамы для Советских павильонов на Всемирной выставке в Париже (1937 г.), Всемирной выставке в Нью-Йорке (1939 г.), для Главного павильона ВСХВ (1938—1941 гг.).
Один из членов-учредителей ОСТ (Общество станковистов).
В 1935—1936 годах его обвиняли[кто?] в формализме, с этого времени его работы не приобретают музеи и не принимают на выставки. Работал как театральный художник.
Скончался 30 августа 1983 года. Похоронен на Ваганьковском кладбище.

## Семья
- Брат — Абрам Аркадьевич Лабас (27.07.1897 — 10.09.1937)[6] был репрессирован и расстрелян в 1937 году. В момент ареста он, комбриг Красной Армии, состоял в должности зам. начальника штаба Киевского военного округа. Семья художника получила в государственных органах архивное дело Абрама Лабаса и передала все копии в общество Мемориал.
- Сестра — Раиса Аркадьевна Лабас, скончалась во Франции 8 июня 2011 года.[источник?]

Первая жена — Елена Федоровна Королёва (27.05.1902 — 27.12.1987). В 1931 году брак распался.
- Сын — Борис (род. в 1927 году, жил и скончался в Екатеринбурге).

Вторая жена — Раиса Вениаминовна Идельсон, художница и поэтесса, ученица и в прошлом жена Р. Фалька.
- Сын — Юлий Александрович Лабас (1933—2008), учёный-биолог[8]. Провёл ряд значительных выставок отца. Семьей Юлия Лабаса были подготовлены и изданы книги и альбомы, посвящённые творчеству художника.
  - Внучка — Алиса Юлиевна Лабас. Занимается наследием художника Александра Лабаса, руководит Фондом Сохранения Художественного и Культурного Наследия Живописцев Александра Лабаса и Раисы Идельсон. Фонд зарегистрирован Министерством Юстиции РФ.[источник?]

Третья жена — Леони Нойман, немецкая художница, выпускница «Баухауса», ученица Василия Кандинского и Пауля Клее. Встретились в Крыму в 1935 году. Прожили вместе до конца жизни Лабаса. Скончалась Леони Нойман-Лабас в Москве в 1996 году.

## Выставки
В 1976 году состоялась персональная выставка Лабаса на Кузнецком мосту, 20. Большое количество работ с выставки было приобретено Третьяковской галереей, Русским музеем, Музеем изобразительных искусств им. А. С. Пушкина, другими советскими музеями.

## Память
- http://alabas.ru/ - Фонд сохранения Художественного и Культурного наследия живописцев Александра Лабаса и Раисы Идельсон.
- http://labasfond.ru - Фонд Сохранения Наследия Александра Лабаса. Зарегистрирован в 2010 году.